# Thlopthlocco
Thlopthlocco és alhora un tribu reconeguda federalment d'amerindis dels Estats Units i un municipi tradicional dels Creek Muscogee, amb seu a Oklahoma. L'idioma natiu de la tribu és el mvskoke, també anomenat creek.

## Pronunciació
Segons l'Oklahoma Historical Society, el nom de la vila podia ser pronunciat pels angloparlants com a "Rop-ro-co." Un article al Tulsa World va explicar: "el so dels "thl" en general es pronuncia amb una "r" en muskogi i es pronuncia en anglès mitjançant la col·locació de la meitat de la llengua en posició entre "th "i "l"."

## Govern
La ciutat tribal Thlopthlocco té la seu actualment a Okemah i Clearview (Oklahoma). El registre tribal és de 845, dels quals 728 membres viuen a l'estat d'Oklahoma, i es basa en descendència lineal. George Scott és el Mekko o Rei de la Vila elegit. He succeeded Vernon Yarholar.
L'àrea jurisdiccional tribal de Thlopthlocco inclou els comtats de Creek, Hughes, Mayes, McIntosh, Muskogee, Okfuskee, Okmulgee, Rogers, Seminole, Tulsa i Wagoner. La tribu manté una estreta relació amb la Nació Muscogee (Creek) i cau sota la jurisdicció dels seus tribunals tribals.

## Desenvolupament econòmic
Thlopthlocco opera el seu propi programa d'habitatge tribal, botiga de fum, i el Golden Pony Casino, situat a Okemah. L'impacte econòmic de la tribu per al 2011 va ser 12.500.000 dòlars.
L'agost de 2012, la National Indian Gaming Commission notificà a la ciutat tribal Thlopthlocco que violava la Llei Reguladora de Joc Amerindi per permetre que dues empreses d'Atlanta (Geòrgia) operin el Golden Pony Casino durant molts anys sense contracte. Les empreses eren Titan Network LLC i Mercury Gaming Group LLC. Les violacions es produïren de setembre de 2005 fins a desembre de 2010.

## Història
La confederació Muscogee Creek es compon de viles tribals autònomes, governades pel seu propi lideratge electe. Els creek es van originar al sud-est dels Estats Units, en el que avui és Alabama i Geòrgia. Es van retirar col·lectivament del sud-est a Territori Indi sota la política de deportació dels indis dels Estats Units de la dècada de 1830.
Abans de 1832 la vila tribal Thlopthlocco s'escindí d'una ciutat més gran. Fou traslladada a Territori Indi en 1835. Els membres de la ciutat es va establir en una zona al sud d'Okemah, en el que esdevindria comtat d'Okfuskee, en les terres que van ser ocupades originalment pels osage i quapaw. Aquestes tribus van cedir les seves terres als EUA en 1825.
Durant la Guerra Civil dels Estats Units la ciutat tribal de Thlopthlocco Town va ser breument el quarter del coroner confederat Douglas H. Cooper. Greenleaf Town, situat a cinc quilòmetres al nord-oest de Thlopthlocco, va ser la seu d'Opothleyahola, líder muscogee que va treballar per resoldre els conflictes entre les faccions creek durant la guerra. Ell i uns altres 5.000 es va traslladar al nord de Kansas per evitar la guerra civil. Després de la guerra, els Muscogee Creek signaren col·lectivament el Tractat de 1866 amb els Estats Units i va alliberar els seus esclaus. El tractat també va demanar que els lliberts creek fossin membres de la nació Muscogee. Els lliberts es van establir nous pobles al comtat d'Okfuskee, incloent Boley, Bookertee, Clearview, Chilesville, i Rusk.
La ciutat tribal de Thlopthlocco Tribal mantingué la seva identitat tribal malgrat la parcel·lació de terres per a propietaris individuals sota la Comissió Dawes de 1896. De 1898 a 1906 els membres de les Cinc tribus civilitzades es van registrar en què s'ha conegut com la registres Dawes. Després d'efectuar les adjudicacions de les parcel·les registrades amb les tribus, el govern nord-americà va declarar altres terres abans tribals com a excedents i les va vendre als euroamericans després de 1906. Això vaa trencar el territori comunal tribal.
Els membres de la tribu Thlopthlocco foren organitzats com a tribu separada d'acord amb l'Oklahoma Indian Welfare Act de 1936, que va seguir la Llei de Reorganització Índia de 1934. La seu original de la tribu era a l'Església Metodista Episcopal Thlopthlocco, situada entre Wetumka i Okemah.